# Alfred Kering
Ne doit pas être confondu avec Kering.
Alfred Kering, né le 20 novembre 1978, est un athlète kényan spécialiste des courses de fond.

## Carrière
Le 10 avril 2010, Alfred Kering termine second au Marathon de Paris en 2 h 07 s 11, améliorant son record personnel sur la distance de plus de deux minutes.

## Palmarès
- 2009
  - 5e du Marathon de Berlin 2 h 09 min 52 s

- 2010
  - Semi-marathon de Paris - 1 h 02 min 30 s
  - 2e du Marathon de Paris - 2 h 07 min 11 s

- 2011
  - 4e du Marathon de Paris - 2 h 07 min 40 s